# Morning Herald
Le Morning Herald (créé sous le titre The Morning herald and daily advertiser) est un journal quotidien britannique publié de 1780 à 1869.

## Histoire
Le Morning Herald est créé en 1780 par le révérend Henry Dudley (en), ancien rédacteur en chef et propriétaire du Morning Post, auquel il entend désormais faire concurrence. De sa première publication, le 1er novembre 1780, au 31 décembre 1785 (no 1617), il a pour titre The Morning herald and daily advertiser.
Son succès est mitigé jusqu'en 1820, lorsque le journal narre au moyen de caricatures les faits divers que traite l'hôtel de police de Bow Street et qu'il moque avec virulence divers hommes politiques,.
Aux alentours de 1805, le journal est vendu à la famille Thwaites, laquelle le cède à la famille Baldwin, propriétaire du Standard – Stanley Lees Giffard (en) devient alors le rédacteur en chef du Morning Herald. Lorsque la famille Baldwin fait faillite, James Johnston acquiert les deux titres ; il met fin au Morning Herald en 1869. Le dernier numéro paraît le 31 décembre.